# Ansariyan Publications
Ansariyan Publications ist ein iranischer Verlag in Ghom (bzw. Qom), dem gelehrten Zentrum der Zwölfer-Schiiten. Er wurde 1974 gegründet. Der Verlag ist spezialisiert auf die Veröffentlichung von Literatur der Zwölfer-Schia. 
Viele der veröffentlichten Schriften des Verlages sind auf Englisch. Er hat auch Bücher in Arabisch, Urdu, Persisch, Französisch, Aserbaidschanisch, Türkisch, Russisch, Tajikistani, Spanisch und Deutsch veröffentlicht. 